# Za-la-Mort (film, 1915)
Pour les articles homonymes, voir Za-la-Mort.
Pour plus de détails, voir Fiche technique et Distribution.
Za-la-Mort (titre français : Za la Mort) est un film italien muet réalisé par Emilio Ghione, sorti en 1915.

## Fiche technique
- Titre original : Za-la-Mort
- Réalisation : Emilio Ghione
- Directeur de la photographie : Antonino Cufaro
- Sociétés de production : Tiber Film
- Pays d'origine :  Royaume d'Italie
- Format : Noir et blanc - 1,33:1 - Muet
- Dates de sortie : 
  -  Royaume d'Italie : 24 décembre 1915

## Distribution
- Kally Sambucini
- Emilio Ghione